# Хинокума
Хинокума (яп. 日隈城 хинокума-дзё:) — разрушенный японский средневековый замок в районе Кидзанмати города Хита, префектура Оита, Япония. Наиболее популярное название замка — «Угловой замок» (яп. 隈城 кумадзё:). Он был построен в 1592 году усилиями Мияги Томоёри, вассала Тоётоми Хидэёси. В 1596 году замок перешёл к Мори Такамасе, который укрепил его и возвёл к нему пятиярусную тэнсю. Замок Хинокума был разрушен по приказу сёгуната Токугава в 1616 году. В настоящее время на месте разрушенного замка расположен парк Кидзан.